# Pintor de Oakeshott

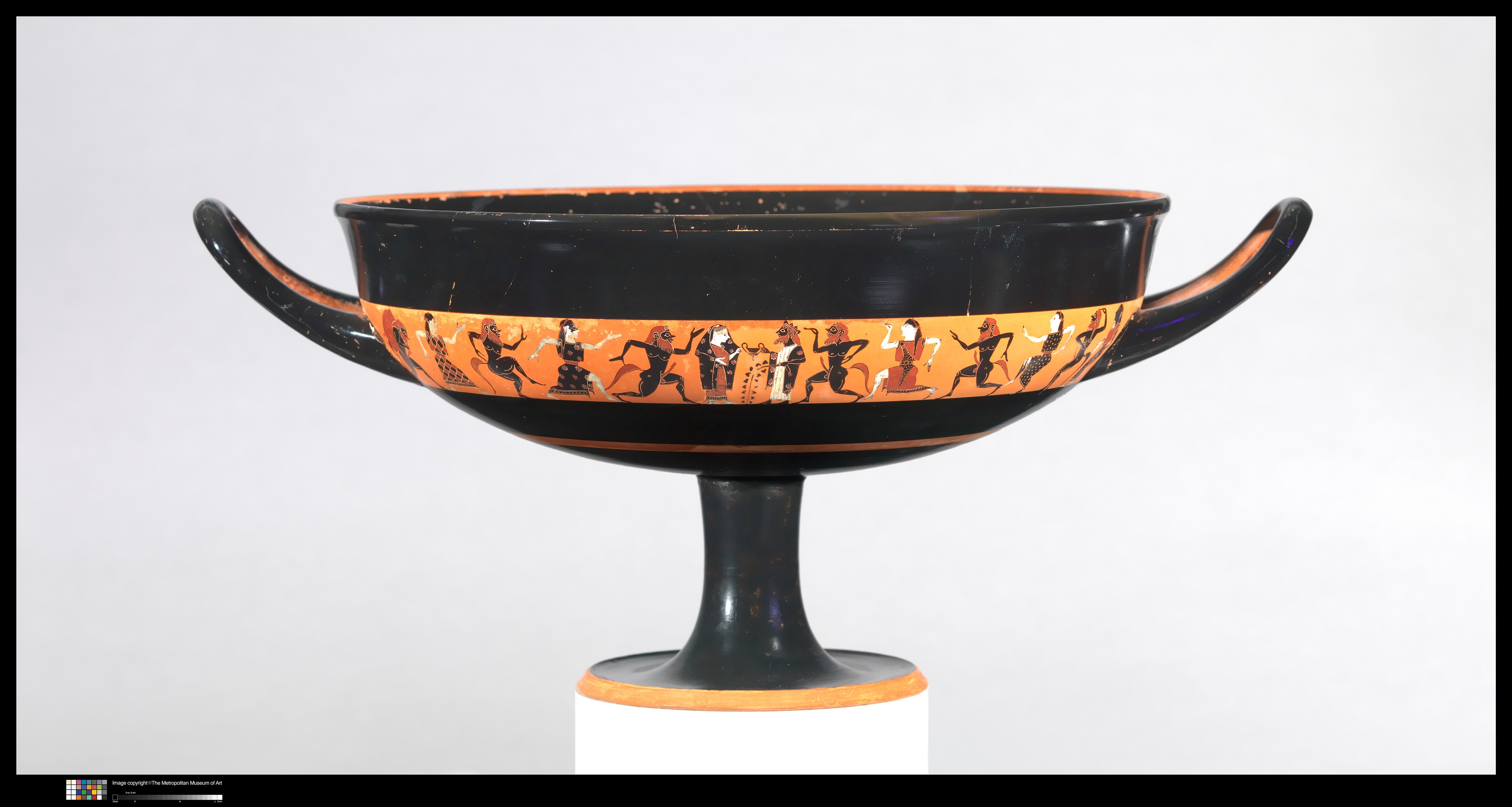
Copa de bandas de Nueva York con la representación de Hefesto, Dioniso, Ariadna, así como ménades y sátiros.

El Pintor de Oakeshott fue un pintor de vasos áticos de figuras negras, activo en Atenas entre el 550 y el 535 a. C.
Pertenece a los Pequeños maestros y fue uno de los más especializados. Recibió su nombre convenido de John Beazley en honor a Walter y Noel Oakeshott, los antiguos propietarios de una copa que se encuentra en Oxford. Son bien conocidos dos copas de bandas de varias figuras -una con animales, la otra con escenas dionisíacas- y una copa de labios que solo está pintado por dentro.

## Obras
Los siguientes vasos enteros o fragmentados de los Pequeños maestros pueden atribuírsele:
- Boston (MA), Museo de Bellas Artes de Boston
  - 69.1052
- Frankfurt, Liebieghaus
  - 528
- New York, Museo Metropolitano de Arte
  - 17.230.5
- Oxford, Museo Ashmolean
  - 1966.941 • 1972.162
- Vathy (Samos), Museuo del Hereo de Samos
  - K 2599 • K 6791 • K 6925